# خرغوس سابح
خرغوس سابح (الاسم العلمي:Caltha natans) هو نوع من النباتات يتبع جنس الخرغوس من الفصيلة الحوذانية.